# Centraal-Azië

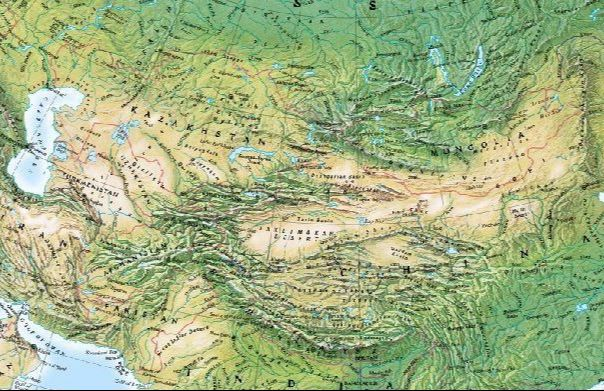
Topografische kaart van Centraal-Azië vanaf de Kaspische Zee in het westen tot Centraal-China in het oosten.

Centraal-Azië is de regio van Azië die zich uitstrekt vanaf de Kaspische Zee in het westen tot Centraal-China in het oosten en van het zuiden van Rusland in het noorden tot het noorden van Pakistan in het zuiden. Het wordt soms ook wel aangeduid als Midden-Azië of Binnen-Azië en bevindt zich grofweg in het midden van het supercontinent Eurazië. Hoewel er verschillende definities bestaan over de exacte samenstelling van de regio is er geen enkele definitie die universeel wordt erkend. Ondanks deze onzekerheid bij het afgrenzen, bevat de regio een aantal gemeenschappelijke kenmerken. Een hiervan is dat Centraal-Azië van oudsher nauw verbonden is geweest met de nomadische volkeren die er leefden en met de zijderoute. Als resultaat hiervan heeft het gediend als een kruispunt voor de uitwisseling van mensen, goederen en ideeën tussen Europa, West-Azië en Oost-Azië.
Centraal-Azië komt grotendeels overeen met Turkestan. In de moderne context bestaat Centraal-Azië uit de vijf voormalige sovjetrepublieken Kazachstan, Kirgizië, Oezbekistan, Tadzjikistan en Turkmenistan. De landen Afghanistan en Mongolië worden ook vaak tot Centraal-Azië gerekend, evenals de westelijke Chinese provincies Binnen-Mongolië, Xinjiang (Oost-Turkestan), Qinghai en Tibet.
Definities van het gebied lopen uiteen. Een van deze definities is:
- de regio van Iraans Azerbeidzjan en de Turks-islamitische regio's van zuidelijk Rusland in het westen tot Noord-Afghanistan, zuidelijk Siberië, Tibet en Mongolië in het oosten.

## Definities

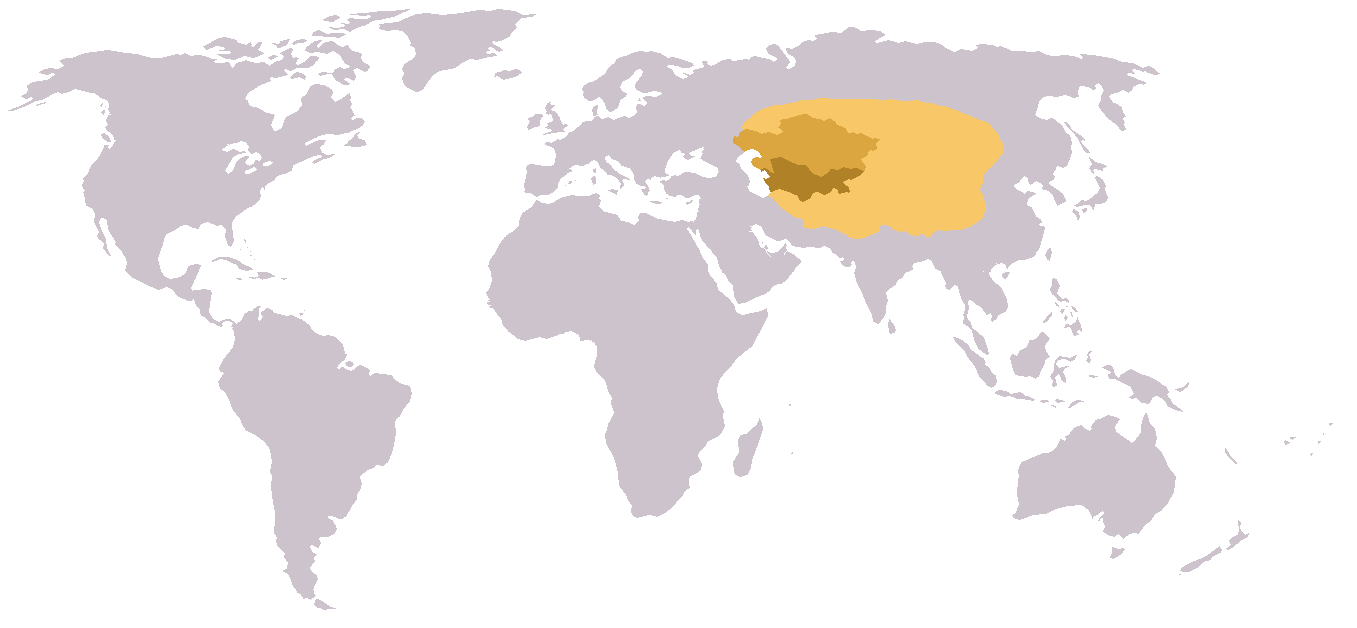
Centraal-Azië in de wereld.

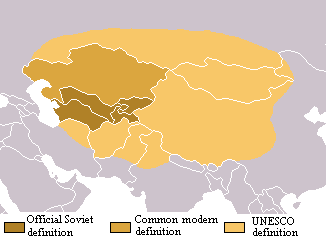
Verschillende definities van Centraal-Azië.
Oude officiële Sovjetdefinitie
Moderne definitie
Definitie van UNESCO

In oude Chinese geschriften werd de benaming Westelijke Gebieden (Xiyu) gebruikt om de gebieden ten westen van China aan te duiden.
Het idee van Centraal-Azië als een onderscheidbare regio in de wereld werd in 1843 geïntroduceerd door geograaf Alexander von Humboldt. De grenzen van Centraal-Azië zijn het onderwerp van verschillende definities. Veel boeken noemen het gebied nog altijd Turkestan, de naam die voor het gebied werd gebruikt voordat Stalin aan de macht kwam.
De meest nauwe definitie is de officiële definitie van de Sovjet-Unie die "Midden-Azië" definieerde als een gebied dat bestond uit Kirgizië, Oezbekistan, Tadzjikistan en Turkmenistan, waarbij Kazachstan en Mongolië buiten het gebied bleven. Deze definitie was overigens ook al in gebruik ten tijde van het Russische Rijk eind 19e, begin 20e eeuw, toen het generaal-gouvernement Turkestan ook niet de Kazachse en Mongolische gebieden omvatte De Sovjetdefinitie werd ook vaak door landen buiten het gebied gebruikt. In het Russisch zijn er twee concepten voor het gebied: Srednjaja Azia (Средняя Азия; "Midden-Azië") en Tsentralnaja Azia (Центральная Азия; "Centraal-Azië"). De eerste benaming wordt gebruikt voor de gebieden die van oudsher door niet-Slavische volken werd bewoond en langzamerhand door veldtochten werden geannexeerd door het Russische Rijk en de bredere tweede benaming omvat deze gebieden met de gebieden die nooit tot het Russische Rijk hebben behoord. Meestal worden beide benamingen echter door elkaar gebruikt, hetgeen soms onduidelijkheid kan scheppen.
Kort nadat de vijf Centraal-Aziatische republieken in 1991 de onafhankelijkheid uitriepen, kwamen de leiders hiervan bijeen in Tasjkent en verklaarden dat Kazachstan ook moest worden opgenomen in de definitie van Centraal-Azië naast de vier andere landen. Sindsdien wordt deze definitie meestal gehanteerd
UNESCO schreef vlak voor de instorting van de Sovjet-Unie een boek over de algemene geschiedenis van Centraal-Azië, waarbij de regio werd gedefinieerd op basis van klimaat en kwam zo tot een veel ruimere afgrenzing. Volgens deze definitie omvat Centraal-Azië ook Mongolië, westelijk China (inclusief Tibet), noordelijk India (de deelstaten Himachal Pradesh, Jammu en Kasjmir en Punjab), het noordoosten van Iran (Golestan, Noord-Khorasan en Razavi-Khorasan), Afghanistan, noordelijk Pakistan (de provincies Punjab, Noordelijke Gebieden en Khyber-Pakhtunkhwa), het centrale deel van het oosten van Rusland ten zuiden van de taiga en de vijf Centraal-Aziatische sovjetrepublieken.
Het gebied kan worden gedefinieerd op basis van etniciteit, waarbij wordt gekeken naar de gebieden die worden bewoond door Oost-Turkse, Oost-Iraanse of Mongoolse volkeren. Deze gebieden omvatten Sinkiang, de Turkse/islamitische regio's van Zuid-Siberië, de vijf republieken en Afghaans Turkestan, noordelijk Pakistan en de Afghanen en Tibetanen. Deze genoemde volkeren worden gezien als de "inheemse" volkeren van het uitgestrekte gebied.
De republiek Toeva, die onderdeel vormt van Rusland, wordt vaak genoemd als de plek waar het geografisch centrum van Azië zich bevindt op 320 kilometer ten noorden van Ürümqi.

## Geografie
Centraal-Azië is een groot gebied met een gevarieerde geografie, waaronder hoge bergpassen en gebergtes (Tiensjan), uitgestrekte woestijnen (Karakum, Kyzylkum, Taklamakan) en met name boomloze grassteppes. De uitgestrekte steppegebieden van Centraal-Azië worden samen met de steppes van Oost-Europa gezien als een homogene geografische zone die bekendstaat als de Euraziatische Steppe.
Het grootste deel van het land van Centraal-Azië is te droog of te ruig om er landbouw te kunnen bedrijven. De Gobiwoestijn spreidt zich uit van de voet van de Pamir (77° OL) tot het Da Hinggan-gebergte of Grote Hinggan (116°–118° OL).
In Centraal-Azië bevinden zich de volgende geografische extremen:
- de noordelijkste woestijn ter wereld (zandduinen), bij Buurug Deliin Els in Mongolië (50°18' NB);
- de zuidelijkste permafrost van het noordelijk halfrond, bij Erdenetsogt sum in Mongolië (46°17' NB);
- en met bovenstaande: de kortste afstand tussen niet-bevroren woestijn en permafrost: 770 kilometer.

Nog altijd werkt een groot deel van de bevolking als herder in de extensieve veeteelt. De industrie is geconcentreerd in de steden in het gebied.
De belangrijkste rivieren in de regio zijn de Amu Darja, Syr Darja en de Hari. Belangrijke waterbekkens zijn het Aralmeer en het Balkasjmeer, die beide onderdeel vormen van het enorme Centraal-Aziatische endoreïsch bekken waartoe ook de Kaspische Zee behoort. De beide meren slinken sterk als gevolg van het omleiden van water van de toevoerrivieren voor irrigatie en industriële doeleinden. Water is een extreem waardevolle hulpbron in het droge Centraal-Azië en tekorten kunnen leiden tot (internationale) twisten.

### Klimaat
Aangezien Centraal-Azië geen grote wateroppervlakten kent, zijn temperatuurschommelingen sterker dan in andere gebieden.
Volgens het klimaatclassificatiesysteem van Köppen vormt Centraal-Azië onderdeel van de Palearctische ecozone. Het grootste bioom van Centraal-Azië is het gematigd grasland, savanne en struikgewas. Centraal-Azië bevat daarnaast ook de biomen montaan grasland en struikgewas, woestijn en droog struikgewas en gematigd naaldbos.

## Geschiedenis
De geschiedenis van Centraal-Azië is sterk verbonden met haar klimaat en geografie. De droogte van het gebied maakte landbouw moeilijk en haar afstand ten opzichte van de zee zorgde ervoor dat veel handel aan haar voorbij ging. Hierdoor ontstonden slechts een paar grote steden in het gebied en werd het grootste deel van Centraal-Azië gedurende het grootste deel van haar geschiedenis gekenmerkt door de cultuur van nomadische ruitervolken van de steppe.
De relaties tussen de steppenomaden en de inwoners van de nederzettingen (Sarten genoemd) in en rond Centraal-Azië werden lange tijd gekenmerkt door conflicten. De nomadische levensstijl was zeer geschikt voor oorlogsvoering en de ruiters van de steppe groeiden uit tot een van de meest militair daadkrachtige ter wereld, waarbij ze slechts werden beperkt door hun gebrek aan interne eenheid. De eenheid die intern werd bereikt was waarschijnlijk vooral te danken aan de invloed van de zijderoute, die door Centraal-Azië liep. Van tijd tot tijd zorgden grote leiders of veranderende omstandigheden ervoor dat verschillende stammen zich aaneensloten tot een macht, waardoor een bijna onstopbare kracht kon ontstaan. Hiertoe behoren de invasie van de Hunnen in Europa, de aanvallen van de Wu Hu in China en met name de Mongoolse veroveringen in een groot deel van Eurazië.
De macht van de nomadische ruitervolken eindigde in de 16e eeuw toen de plaatsbewoners de beschikking kregen over vuurwapens, waardoor ze de macht konden overnemen. Rusland, China en andere grootmachten breidden hun invloed uit over het gebied.
In de tweede helft van de 19e eeuw vond de Russische verovering van Centraal-Azië plaats. The Great Game tussen het Russische en het Britse Rijk leidde tot het ontstaan van Afghanistan in haar huidige vorm. Tegen het einde van de 19e eeuw was het grootste deel van Centraal-Azië ten noorden van Afghanistan in handen van de Russen.
Na de Russische Revolutie van 1917 werden de Centraal-Aziatische gebieden tot onderdeel van de Sovjet-Unie gemaakt. De Volksrepubliek Mongolië bleef onafhankelijk, maar werd wel een satellietstaat van de Sovjet-Unie. De door de Sovjet-Unie bestuurde delen van Centraal-Azië kregen te maken met grootschalige industrialisatie en de aanleg van infrastructuur, maar ook met de onderdrukking van de lokale culturen, honderdduizenden doden door mislukte collectivisatieprogramma's en een blijvende erfenis van etnische spanningen en milieuproblemen, bijvoorbeeld als gevolg van de Maagdelijke grondencampagne.
Nikolaj Rjorich ondernam een wetenschappelijke expeditie naar Centraal Azië (1923-1928).
Met het uiteenvallen van de Sovjet-Unie in de jaren 1990 riepen de vijf republieken van Centraal-Azië in navolging van andere sovjetrepublieken ook de onafhankelijkheid uit. In alle staten bleven de voormalige bestuurders van de Communistische Partij echter hun macht behouden als lokale heersers. In geen van de republieken ontstond een vrije democratie, al lijkt Kirgizië wel deels deze richting te hebben ingeslagen en ook Mongolië heeft zich sinds 1991 in deze richting ontwikkeld. In Tadzjikistan brak in 1992 een bloedige burgeroorlog uit, die vijf jaar duurde. Andere delen van Centraal-Azië zijn onderdeel gebleven van Rusland en China. De vijf voormalige sovjetrepublieken hebben zich na de val van de Sovjet-Unie veelal op Rusland en China gericht, waarmee ze bijvoorbeeld deelnemen aan de door China geleide Sjanghai-samenwerkingsorganisatie (SSO) en de door Rusland geleide Collectieve veiligheidsverdragsorganisatie (CVVO). De beide presidenten van Kazachstan en Oezbekistan Nasarbajev en Karimov vormen de belangrijkste machthebbers uit het gebied. In 2007 werd een poging op touw gezet door Nazarbajev om een Centraal-Aziatische Unie op te richten tussen de vijf staten, maar Karimov was hierop tegen.

## Cultuur

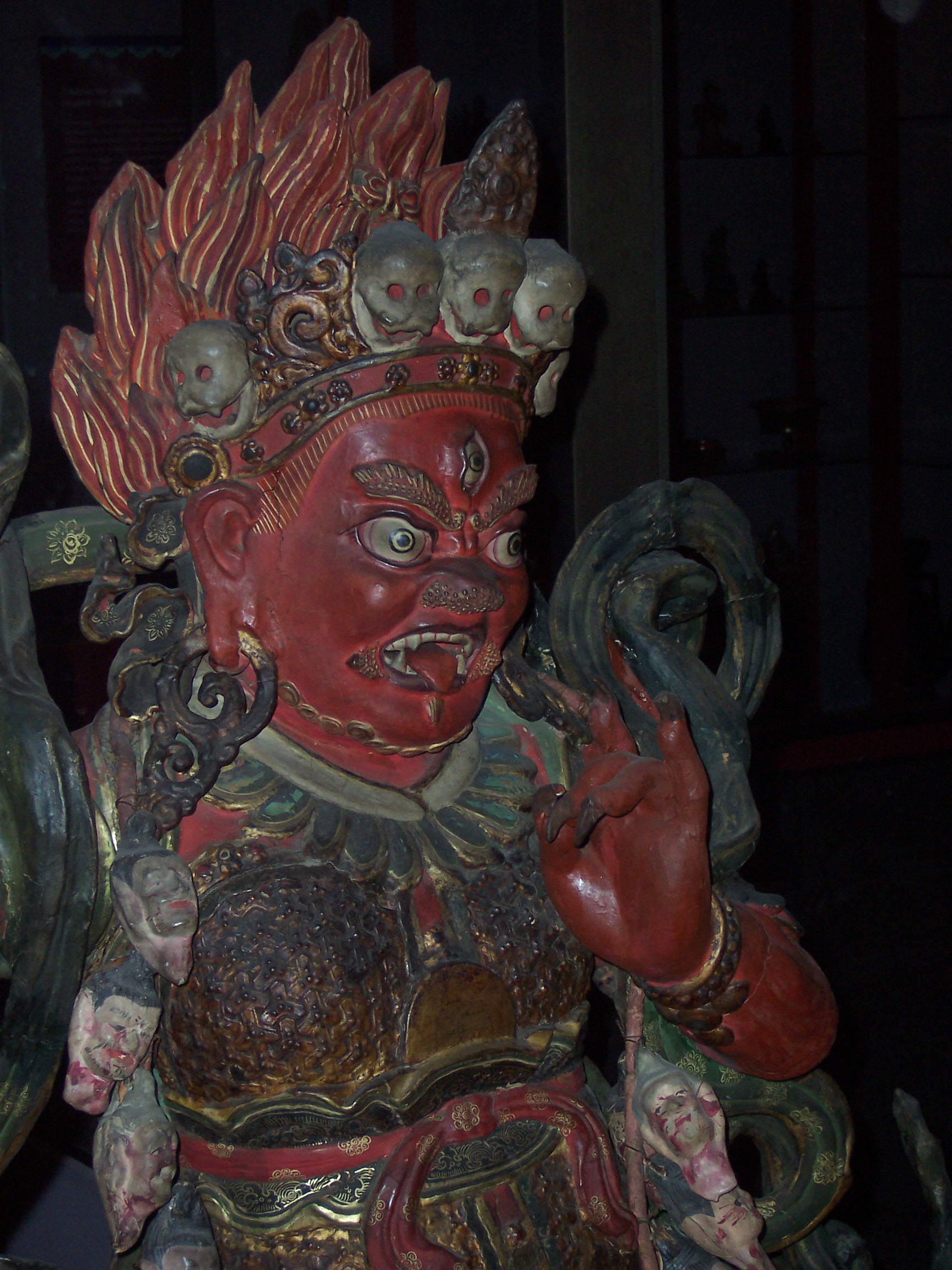
Beschilderd houten beeld van de dharmapala Yama, god van de dood, Tibet (Field Museum, Chicago, VS).

Op het kruispunt van Azië bestaan sjamanistische praktijken naast boeddhistische. Hierdoor kon Yama, de god van de dood in het Bön, in het Tibetaans boeddhisme uitgroeien tot een spirituele wachter en rechter. Het Mongoolse boeddhisme is sterk beïnvloed door het Tibetaans boeddhisme. Qianlong, de 18e-eeuwse keizer van China, was een Tibetaans boeddhist en reisde soms van Peking naar andere steden om er religieuze rituelen uit te voeren.
Centraal-Azië kent een traditionele vorm van geïmproviseerde mondelinge dichtkunst die teruggaat tot meer dan 1000 jaar geleden. Het wordt met name uitgeoefend in Kirgizië en Kazachstan door akyns, lyrische improvisatoren, die soms lyrische wedstrijden houden, zoals aitysh of alym sabak. Deze traditie ontstond uit vroege bardische mondelinge historici. Ze worden meestal vergezeld van een snaarinstrument; in Kirgizië een driesnarige komoez en in Kazachstan een soortgelijk tweesnareninstrument. Sommigen van hen leren ook de Manas te zingen, het epos van Kirgizië (Manas-artiesten die niet improviseren maar enkel het werk voordragen worden manasji's genoemd). In de sovjetperiode werden akyn-optredens mede verzorgd door de overheid, waardoor ze minder populair werden. Met de val van de Sovjet-Unie maakte deze vorm van poëzie echter een comeback, al vertonen akyns nog steeds vaak hun kunsten om de campagnes van politieke kandidaten. In een artikel uit 2005 in de The Washington Post werd een vergelijking getrokken tussen de improviserende kunst van de akyns en de moderne freestyle rap uit het westen.

## Demografie
Volgens de meest ruime definitie wonen er ruim 80 miljoen mensen in Centraal-Azië, oftewel ongeveer 2% van de totale bevolking van Azië. Van alle regio's van Azië wonen alleen in Noord-Azië nog minder mensen. De bevolkingsdichtheid bedraagt gemiddeld 9 mensen per km², zeer laag vergeleken met het gemiddelde van 80,5 mensen per km² van het continent als geheel. De grootste dichtheid bevindt zich in de vruchtbare Vallei van Fergana in het oosten van Oezbekistan.

### Talen

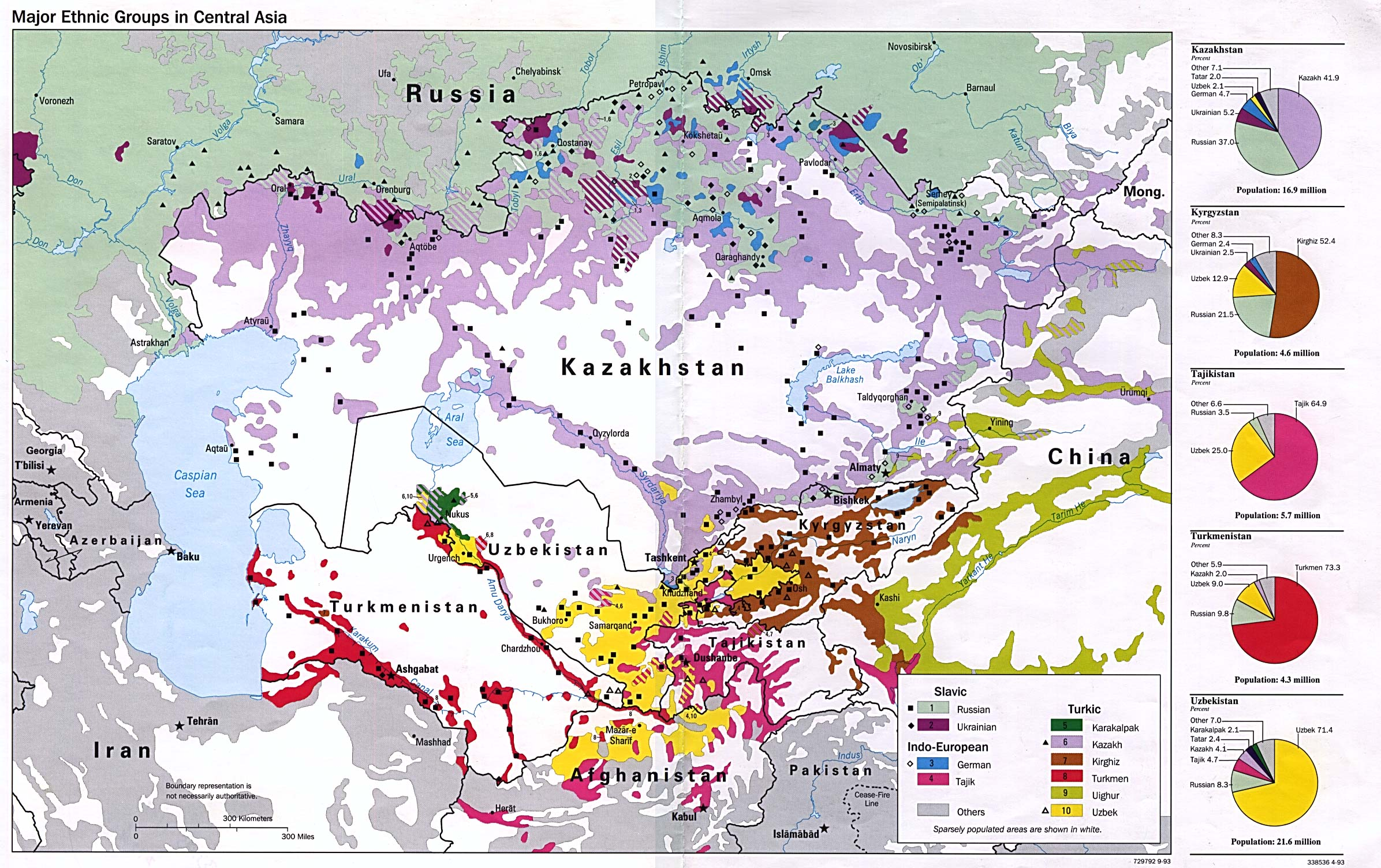
Het Etnisch-taalkundige mozaïek van Centraal-Azië in 1993.

De talen van de meerderheid van de inwoners van de voormalige sovjetrepublieken in Centraal-Azië vormen onderdeel van de groep van de Turkse talen. Het Turkmeens, dat nauw gerelateerd is aan het Turks (beiden onderdeel van de Oguzische groep van de Turkse talen), wordt hoofdzakelijk gesproken in Turkmenistan en Afghanistan, Pakistan, Iran en Turkije. Het Kazachs, Kirgizisch en Tataars zijn verwante talen van de Kiptsjaakse groep van de Turkse talen en worden gesproken in Kazachstan, Kirgizië en Tadzjikistan, alsook in Afghanistan, Sinkiang en Qinghai. Het Oezbeeks en Oeigoers worden gesproken in Oezbekistan, Tadzjikistan en Sinkiang.
Ongeveer zes miljoen etnische Russen en Oekraïners spreken het Russisch, dat ook een lingua franca vormt in de voormalige sovjetrepublieken. Het Mandarijn heeft een even sterke aanwezigheid in Binnen-Mongolië, Qinghai en Sinkiang.
De Turkse talen behoren tot de Altaïsche taalfamilie, waartoe ook het Mongools behoort. Het Mongools wordt gesproken in Mongolië en Binnen-Mongolië, Qinghai en Sinkiang.
Vroeger werden de Iraanse talen door heel Centraal-Azië gesproken, maar de eens prominent aanwezige talen Sogdisch, Chorasmisch, Bactrisch en Scythisch zijn nu uitgestorven. Het Perzisch wordt echter nog wel gesproken in de regio en staat lokaal bekend als Dari (Afghanistan) of Tadzjieks. Pasjtoe wordt gesproken in Afghanistan en Pakistan en het Perzische dialect Buchaars wordt gesproken door de Buchaarse Joden.
Het Tibetaans ten slotte wordt door ongeveer 6 miljoen mensen gesproken op het Tibetaans Hoogland en in Qinghai en Sichuan.

### Religie
De islam is de meest voorkomende religieuze vorm in de vijf Centraal-Aziatische republieken, Afghanistan, de Chinese provincie Sinkiang en de grensregio's aan westzijde van het gebied, zoals de Russisch autonome republiek Basjkirostan. De meeste Centraal-Aziatische moslims zijn soennieten, maar in Afghanistan en Pakistan bevinden zich ook grote sjiitische minderheden. Het hindoeïsme is de meest voorkomende religie in het noordwesten van India al bevinden zich ook daar islamieten, met name in de verdeelde regio Kasjmir. Grote hindoeminderheden bevinden zich daarnaast in Pakistan en Afghanistan. Tibetaans boeddhisme komt het meest voor in Tibet, Mongolië en de zuidelijke Russische autonome republieken van Siberië, zoals Altaj, Chakassië en Toeva, waar het sjamanisme ook enige populariteit onder de bevolkingen kent. In Altaj bevindt zich een tussenvorm tussen het Tibetaans boeddhisme en het sjamanisme; het boerchanisme. Door de voortschrijdende migratie van Han-Chinezen naar het westen van China komen ook confucianisme en andere religieuze vormen naar het gebied.
Lange tijd vormde het Nestorianisme de belangrijkste vorm van het christendom in het gebied, maar momenteel is dit de Russisch-orthodoxe Kerk, die door de grote instroom van Slavische volken vanuit het noorden -met name in het kader van de grote landbouwprojecten van de Sovjet-Unie- een grote groep aanhangers telt in het noorden van Kazachstan en in een aantal grote steden, waar Russen, Oekraïners en Wit-Russen met name neerstreken. De Boechaarse Joden waren eens een belangrijke gemeenschap in Oezbekistan en Tadzjikistan, maar zijn sinds de val van de Sovjet-Unie en de opkomst van de islam bijna allemaal geëmigreerd.